# Liste der Naturdenkmale in Allmersbach im Tal
| Naturdenkmale | Anzahl |
| ------------- | ------ |
| FND           | 8      |
| END           | 1      |
| Gesamt        | 9      |

Die Liste der Naturdenkmale in Allmersbach im Tal nennt die verordneten Naturdenkmale (ND) der im baden-württembergischen Rems-Murr-Kreis liegenden Gemeinde Allmersbach im Tal. In Allmersbach im Tal gibt es insgesamt neun als Naturdenkmal geschützte Objekte, davon acht flächenhafte Naturdenkmale (FND) und ein Einzelgebilde-Naturdenkmal (END).
Stand: 29. Oktober 2016.

## Flächenhafte Naturdenkmale (FND)
| Name                                                  | Bild | Kennung     | Einzelheiten                 | Position | Fläche Hektar | Datum         |
| ----------------------------------------------------- | ---- | ----------- | ---------------------------- | -------- | ------------- | ------------- |
| Artenreicher Hangwald mit Heidefläche                 | BW   | 81190030001 | Allmersbach im Tal           | ⊙        | 3,0           | 31. Dez. 1986 |
| Auenwald am Heutensbach                               |      | 81190030006 | Allmersbach im Tal           | ⊙        | 1,0           | 17. Aug. 1981 |
| Bach mit Ufergehölz, Auenwald, Feuchtwiesen und Teich | BW   | 81190080016 | Allmersbach im Tal, Backnang | ⊙        | 0,9           | 31. Dez. 1986 |
| Lauf des Langwiesenbaches mit Ufergehölz              | BW   | 81190030003 | Allmersbach im Tal           | ⊙        | 0,5           | 31. Dez. 1986 |
| Pflanzenstandort im Gewann Körnerrain                 | BW   | 81190030008 | Allmersbach im Tal, Berglen  | ⊙        | 0,5           | 13. Nov. 1992 |
| Pflanzenvorkommen                                     | BW   | 81190890001 | Allmersbach im Tal, Berglen  | ⊙        | 1,4           | 31. Dez. 1986 |
| Quellwiese und Gehölz                                 |      | 81190030005 | Allmersbach im Tal           | ⊙        | 0,8           | 17. Aug. 1981 |
| Wiesenhang am Langwiesenbach                          | BW   | 81190030007 | Allmersbach im Tal           | ⊙        | 0,7           | 13. Nov. 1992 |
| Legende für Naturdenkmal                              |      |             |                              |          |               |               |

## Einzelgebilde (END)
| Name                     | Bild | Kennung     | Einzelheiten       | Position | Fläche Hektar | Datum         |
| ------------------------ | ---- | ----------- | ------------------ | -------- | ------------- | ------------- |
| Sitzeiche                | BW   | 81190030004 | Allmersbach im Tal | ⊙        | 0,0           | 23. Aug. 1979 |
| Legende für Naturdenkmal |      |             |                    |          |               |               |